# Джеймс Брадок
Джеймс Уолтър Брадок (на английски език: James Walter Braddock), наричан Джими Брадок, е американски професионален боксьор, световен шампион в тежка категория.
Брадок е известен със своя мощен десен удар, силни ъперкъти, а неговото невероятно завръщане в бокса и спечелването на титлата при най-тежките боксьори в света (временно е извън бокса поради конузии и слаба форма, което го кара да се бори за оцеляването на семейството си, работейки по докове на Ню Джърси, в годините на Великата депресия), му спечелва псевдонима „Пепеляшко“ (на английски език – The Cinderella Man), наречен така от писателя и вестникар Деймън Раниън.
Негов дългогодишен мениджър е Джо Гулд.
Историята на Джими Брадок е екранизирана от известния режисьор Рон Хауърд, в биографичния филм „Късметлията“, който става много популярен. В ролята на Брадок се въплъщава носителя на Оскар – Ръсел Кроу.

## Биография
| „             | В цялата история на бокса няма съдба, по-драматична от тази на Джеймс Брадок | “ |
| Деймън Раниън |                                                                              |   |

### Ранни години
Брадок е роден в Ню Йорк, в семейство с ирландски корени, на 51-ва западна улица, в квартал, наречен „Кухнята на ада“, на 2 пресечки от легендарната спортна арена Медисън Скуеър Гардън, където по-късно печели най-голямата си слава.
Увлечението му към спорта започва като амбиция да играе футбол за университетския тим „Knute Rockne“, но според самия него „има повече мускули отколкото мозък“.
Започва своята кариера на боксьор, когато е на 21-годишна възраст, като боец в лека-тежка категория. След три години, Брадок вече има 44 мача, 21 от които спечелени с нокаут.
През 1928 година успява да нокаутира високопоставения в ранглистата боксьор Тъфи Грифитс, което му дава шанс да се бие в следващата година той получава шанс да се бие за първенство, но губи от Томи Лугран в петнадесет рундов мач, със съдийско решение. Брадък е много депресиран от загубата, като за беда наранява тежко дясната си ръка, получавайки фрактури на няколко кости. В резултат на това, кариерата му започва да залязва. Следващите мачове които изиграва са: 11 победи, 20 загуби и 2 равни мача.

### Великата депресия
Преди в САЩ да настъпи Великата депресия, Брадок живее сравнително заможно, но по-късно изпада в много тежко положение. Заедно със съпругата си Мей и трите им невръстни деца живее в бедност, като трябва и да се откаже временно от бокса, работейки като докер на пристанището на Ню Джърси.
Поради честите наранявания на дясната му ръка Брадък компенсира, работейки чрез лявата, по време на неговата работа като докер, и така лявата постепенно става по-силна от дясната му. Той винаги си спомня унижението, че се налага да приеме правителствена парична помощ, но е бил вдъхновен от „Католическото движение на работниците“, „Организацията за Християнска социална справедливост“, основана от Дороти Ден и Питър Моурин през 1933 година, за подпомагане на гладните и бездомниците. След неговото завръщане на боксовата арена, Брадок връщана получените от държавата пари, и прави различни дарения на католически храмове, и осигурява безплатно хранене за бездомници, заедно със семейството си.